# (32719) 1153 T-3
1153 T-3 (asteroide 32719) é um asteroide da cintura principal. Possui uma excentricidade de 0.25355510 e uma inclinação de 6.43776º.
Este asteroide foi descoberto no dia 17 de outubro de 1977 por Cornelis Johannes van Houten e Ingrid van Houten-Groeneveld e Tom Gehrels em Palomar.